# Vera Nikolić
Vera Nikolić (Grabovac, Despotovac, República Socialista de Serbia, 23 de septiembre de 1948 - Belgrado, Serbia, 28 de junio de 2021) fue una mediofondista y atleta serbia especializada en la prueba de 800 m, en la que consiguió ser campeona europea en 1971.

## Carrera deportiva
En el Campeonato Europeo de Atletismo de 1971 ganó la medalla de oro en los 800 metros, con un tiempo de 2:00.0 segundos, llegando a meta por delante de las británicas Pat Lowe (plata con 2:01.7 s) y Rosemary Stirling (bronce con 2:02.1 s).